# Dinastia dels Jin anteriors

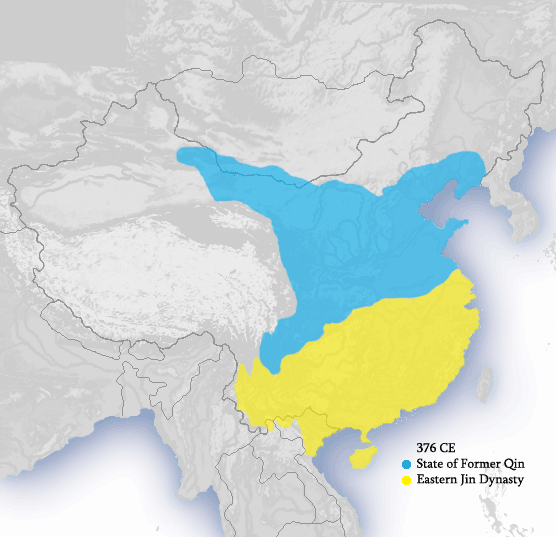
Mapa del període dels Setze Regnes (304-439) l'any 376 dC.>br> Mostra la dinastia Jin oriental (265-420) i l'estat de l'antic Qin.

Els Jin anteriors (o T'sin anteriors, modern Qin anteriors) fou un dinastia governant establerta al nord de la Xina al segle IV.
Després del 350 un oficial de Xe-hu (darrer rei de la dinastia dels Txao posteriors), de nom P'ou Hong, probablement d'ètnia mongola o tangut (de la branca tibetana) es va fer independent al Shensi amb capital a Txangngan. La seva dinastia fou coneguda com a Jin (Ts'in) anteriors o Ts'ein Ts'in (350-394). El seu net Fu Kien (357-385) fou un dels reis més importants de tots els reis turcomongols del nord de la Xina; va adoptar els costums i la civilització xinesa, fou just i compassiu i protector del budisme. Va ocupar Lo-yang als mujong (369) i tot seguit T'ai-yuan i finalment Yé (Tchang-to) la capital, on va fer presoner al seu rei i va acabar amb la dinastia dels Yen anteriors (370), incorporant els seus territoris (Hopei, Shansi, Shantung i Honan) als que ja posseïa del Shensi.
El 376 es va apoderar del petit regne bàrbar de Leang al Kansu. El 382 va enviar al seu lloctinent Lu Kuang a sotmetre als reis de la conca del Tarim, i els sobirans de Lob Nor, Turfan i Qarashahr es van sotmetre; el rei de Kudjha (que els xinesos anomenaren Po Xuen) va voler resistir però fou derrotat i enderrocat el 383. Lu Kuang va establir una guarnició a Kudjha, i va tornar a la Xina portant al famós monjo budista Kumaradjiva, que fou un notable traductor de texts sànscrits al xinès.
El 383 va decidir atacar a Jin Oriental, l'imperi xinès del sud però va patir una greu derrota a la batalla del Riu Fei i els mujong, sota direcció de Tx'uei, que havia servit a les ordres de Fu Kien, es va revoltar i es va apoderar de Hopei i el Shantung on va fundar una dinastia coneguda per dinastia dels Yen posteriors; un altre cap mujong també es va revoltar i va fundar un regne al Shansi conegut per dinastia dels Yen Occidentals (Si Yen). Finalment un altre general de Fu Kien, de nom Yao Tx'ang, probablement tibetà, es va apoderar del Shensi i part de Honan, i va fundar la dinastia dels Jin posteriors

## Reis de la dinastia del Qin o Jin anteriors (noms en transcripció moderna)
| Nom de temple          | Nom pòstum               | Nom de família i normal  | Duració                 | Nom de l'era i duració                                                                       |
| ---------------------- | ------------------------ | ------------------------ | ----------------------- | -------------------------------------------------------------------------------------------- |
| Gaozu (高祖 Gāozǔ)     | Jingming (景明 Jǐngmíng) | Fu Jiàn (苻健 Fú Jiàn)   | 351-355                 | Huangshi (皇始 Huángshǐ) 351-355                                                             |
| No existeix            | Rei Li (厲王 Lìwáng) ¹   | Fu Sheng (苻生 Fú Shēng) | 355-357                 | Shouguang (壽光 Shòuguāng) 355-357                                                           |
| Shizu (世祖 Shìzǔ)     | Xuanzhao (宣昭 Xuānzhāo) | Fu Jiān (苻堅 Fú Jiān)   | 357-385                 | Yongxing (永興 Yǒngxīng) 357-359 Ganlu (甘露 Gānlù) 359-364 Jianyuan (建元 Jiànyuán) 365-385 |
| No existeix            | Aiping (哀平 āipíng)     | Fu Pi (苻丕 Fú Pī)       | 385-386                 | Taian (太安 Tàiān) 385-386                                                                   |
| Taizong (太宗 Tàizōng) | Gao (高 Gāo)             | Fu Deng (苻登 Fú Dēng)   | 386-394                 | Taichu (太初 Tàichū) 386-394                                                                 |
| No existeix            | Houzhu (後主 Hòuzhǔ)     | Fu Chong (苻崇 Fú Chóng) | uns quants mesos el 394 | Yanchu (延初 Yán Chū) 394                                                                    |